# Rennes Volley 35 2011-2012
Questa voce raccoglie le informazioni riguardanti il Rennes Volley 35 nelle competizioni ufficiali della stagione 2011-2012.

## Organigramma societario
Area direttiva
- Presidente: Thibault Mativet

Area tecnica
- Allenatore: Boris Grebennikov
- Allenatore in seconda: Benjamin Roche

## Rosa
| N° | Nome                  | Ruolo | Data di nascita  | Nazionalità sportiva |
| -- | --------------------- | ----- | ---------------- | -------------------- |
| 1  | Raimo Pajusalu        | C     | 1º febbraio 1981 | Estonia              |
| 2  | Jaromír Koláčný       | S/O   | 25 aprile 1980   | Rep. Ceca            |
| 5  | Sébastien Frangolacci | S     | 31 marzo 1976    | Francia              |
| 6  | Keith Pupart          | S     | 19 marzo 1985    | Estonia              |
| 7  | Thomas Lamoise        | S/O   | 13 febbraio 1982 | Francia              |
| 8  | Raphaël Corre         | P     | 21 novembre 1989 | Francia              |
| 9  | Olivier Ragondet      | S     | 19 maggio 1991   | Francia              |
| 10 | Jenia Grebennikov     | L     | 13 agosto 1990   | Francia              |
| 12 | Romain Vadeleux       | C     | 12 febbraio 1983 | Francia              |
| 15 | Martin Repák          | P     | 31 marzo 1981    | Slovacchia           |
| 15 | Quentin Richard       | L     | 28 febbraio 1993 | Francia              |
| 17 | Alexandre Weyl        | C     | 2 marzo 1984     | Francia              |